# Septárie

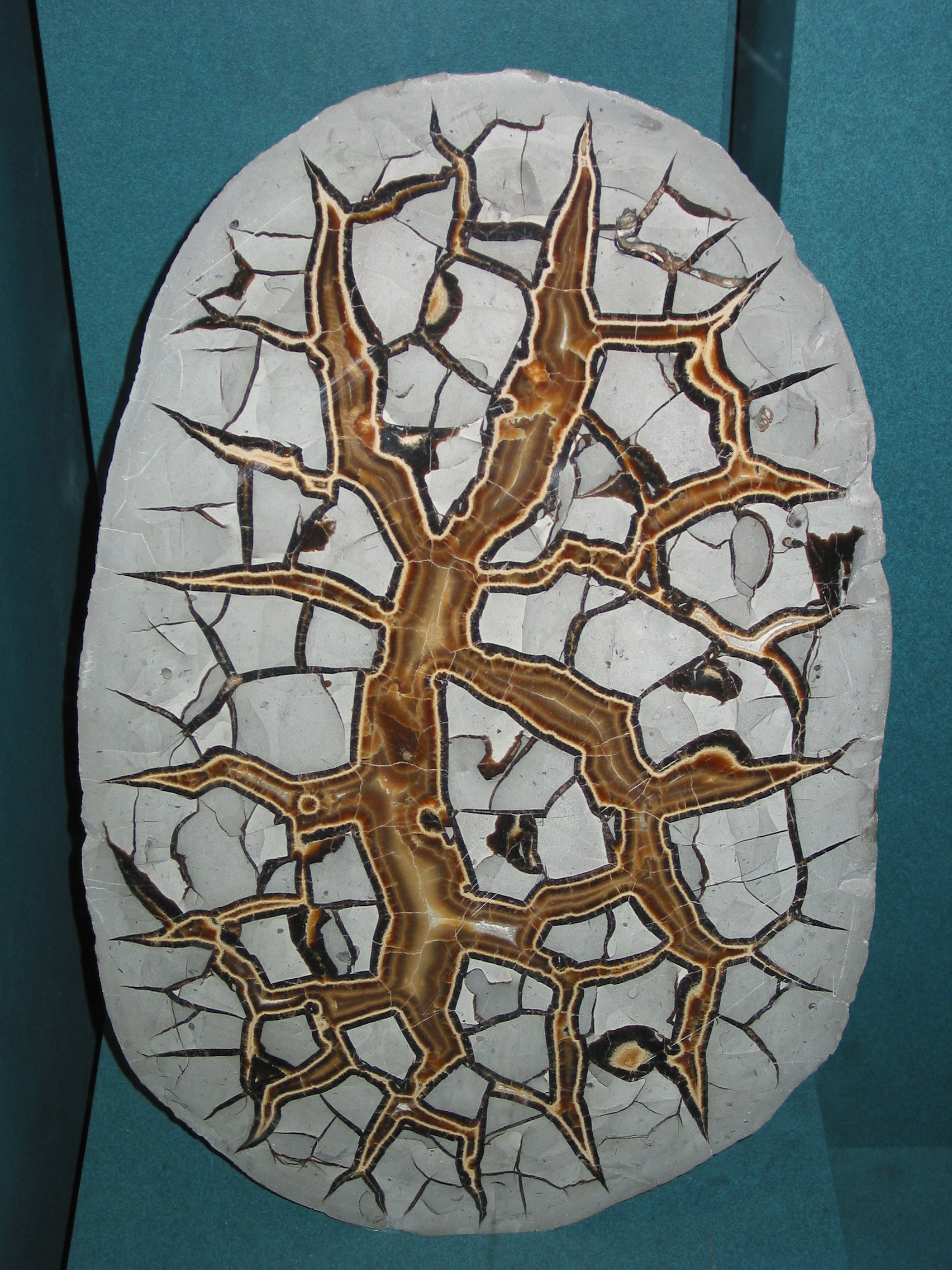
Septárie, Canadian Museum of Nature, Ottawa, Kanada

Septárie je karbonátová, případně pelosideritová či kalcitová konkrece, pocházející z jílovitých sedimentů. Pro tento druh konkrecí je charakteristická síť vnitřních trhlin, vzniklých v průběhu diageneze.

## Původ názvu
Pojmenování tohoto druhu konkrecí pochází z latinského slova septum - přepážka. Od slova septárie a jejich výskytu v jílovitých sedimentech severního Německa je odvozeno pojmenování geologického souvrství z období paleogénu Septarienton.

## Charakteristika a vznik
Septárie jako specifický druh se od jiných konkrecí odlišují vnitřními, radiálně orientovanými prasklinami, rozšiřujícími se do středu konkrece. Tyto radiální linie bývají doplněny sítí příčných prasklin. Nejvýraznější a nejčetnější jsou zpravidla trhliny ve středu septárie. Povrch těchto vnitřních trhlin bývá často pokryt krystalovanými druhotnými minerály.

Někdy dochází k tomu, že trhliny vyústí na povrchu konkrece a roztříští jej na jednotlivé části, takže svým vzhledem připomíná želví krunýř. Proto se tomuto druhu septárií někdy přezdívá želví kameny.

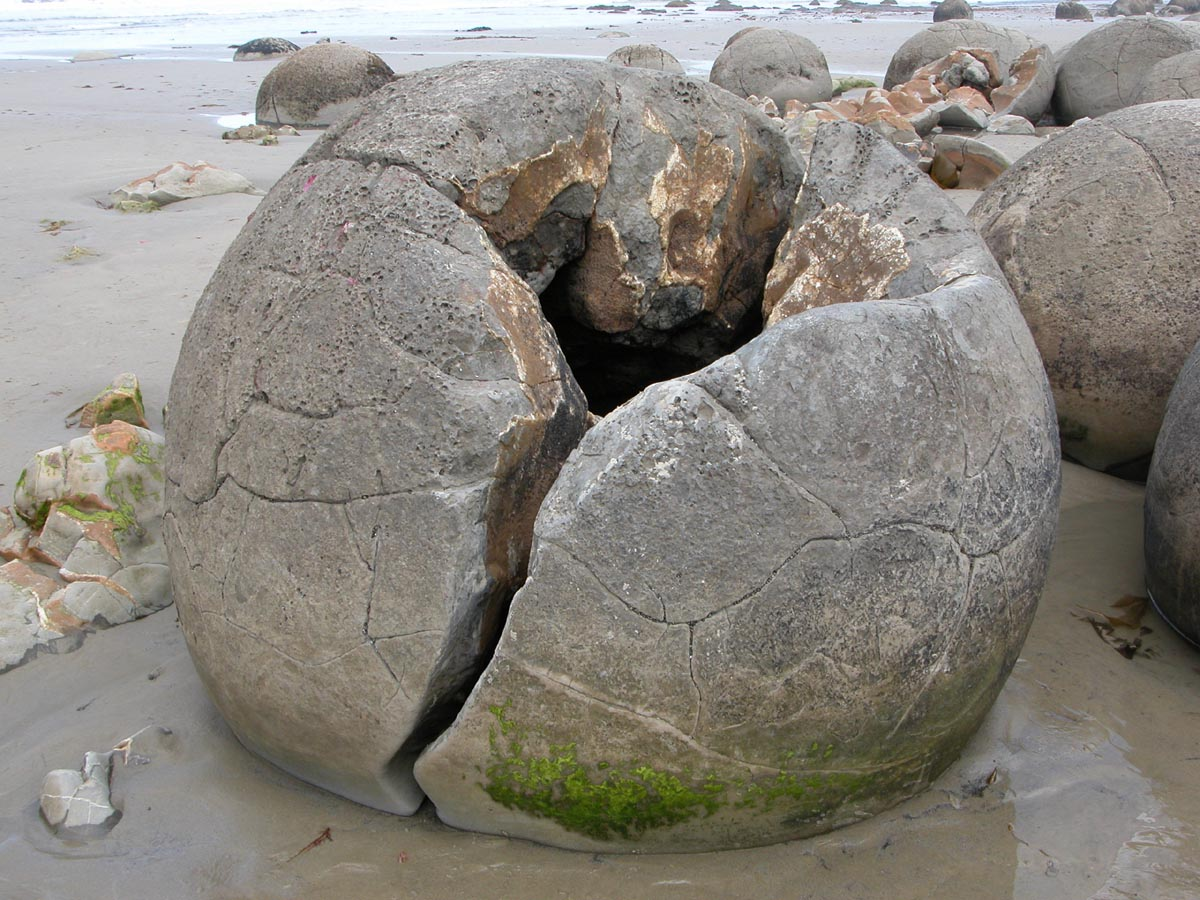
Septárie Moeraki Boulders na Jižním ostrově Nového Zélandu

Vznik septárií je dosud předmětem diskuse. Převážně se předpokládá, že vznik dutin a trhlin v těchto konkrecích je výsledkem rovnoměrného zmenšování objemu při vysychání a zhušťování polotekutého minerálního gelu původní "protokonkrece". Za prvotní podnět k samotnému vytváření konkrecí je považován vznik čpavku a aminů během procesu rozkladu různých organismů, jehož důsledkem je zvýšení pH a rozpouštění uhličitanů v okolní půdě. Existují rovněž úvahy, že příčinami zmenšování původního objemu mohou být i procesy krystalizace a krystalických přeměn uvnitř konkrece, případně souběh několika uvedených procesů.

## Výskyt
Výskyt septárií je doložen po celém světě. Proslulé jsou například veliké kulovité konkrece na pláži Koekohe na pobřeží Jižního ostrova Nového Zélandu, v Moeraki zvané Moeraki Boulders. Podobné septárie se nacházejí i na pobřeží novozélandského Severního ostrova u přístavu Hokianga.

Septárie lze nalézt nejen na pobřeží všech kontinentů, ale i ve vnitrozemí. Ze střední Evropy jsou například známy zejména velmi výrazně členité konkrece z okolí Częstochowé i z dalších lokalit v Polsku. V Čechách se hnědě a nazelenale zbarvené septárie vyskytují v Broumovském výběžku.

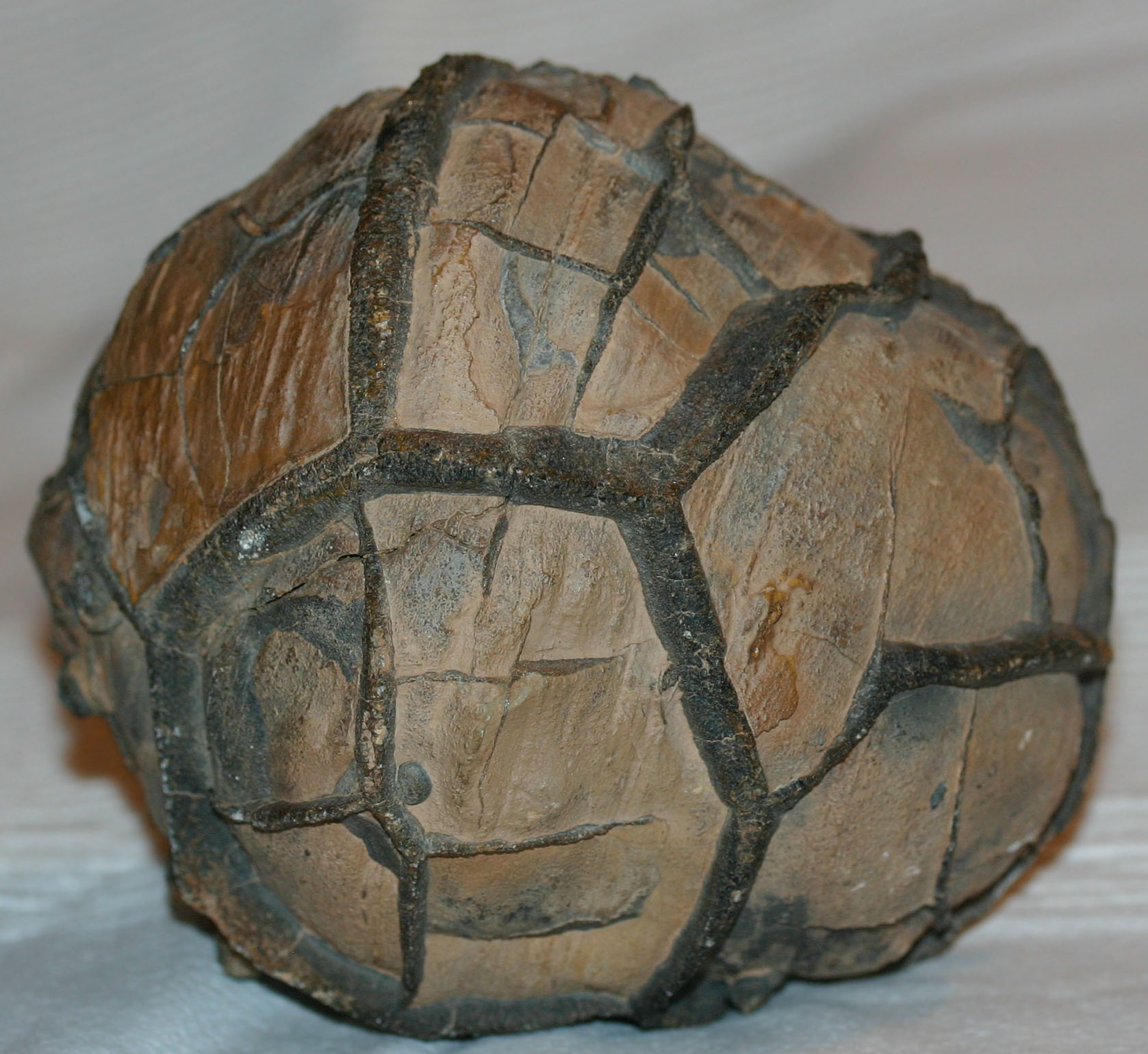
Septárie ze severní Afriky
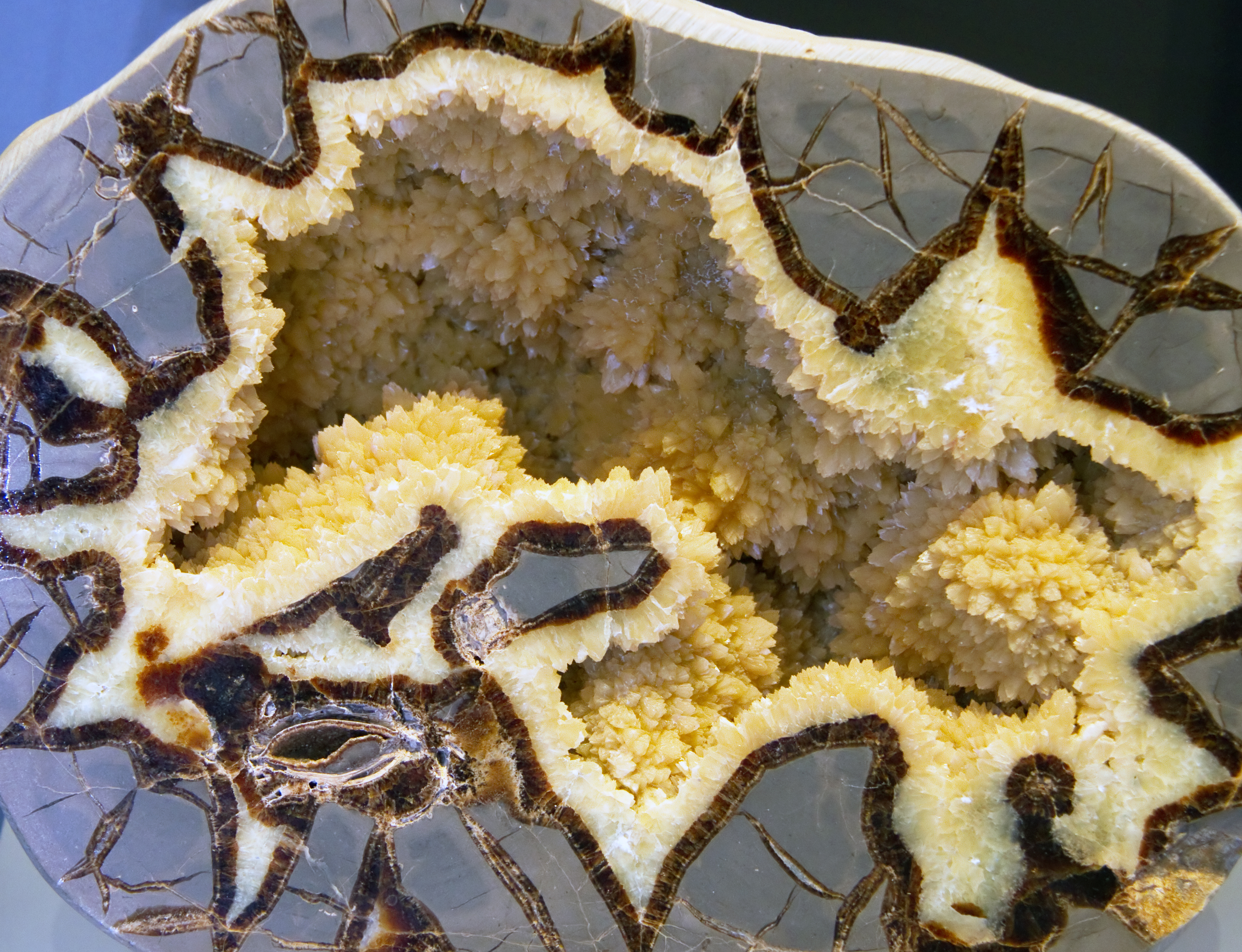
Kalcitová septárie ze San Juan County, Utah, (USA), Royal Ontario Museum, Toronto
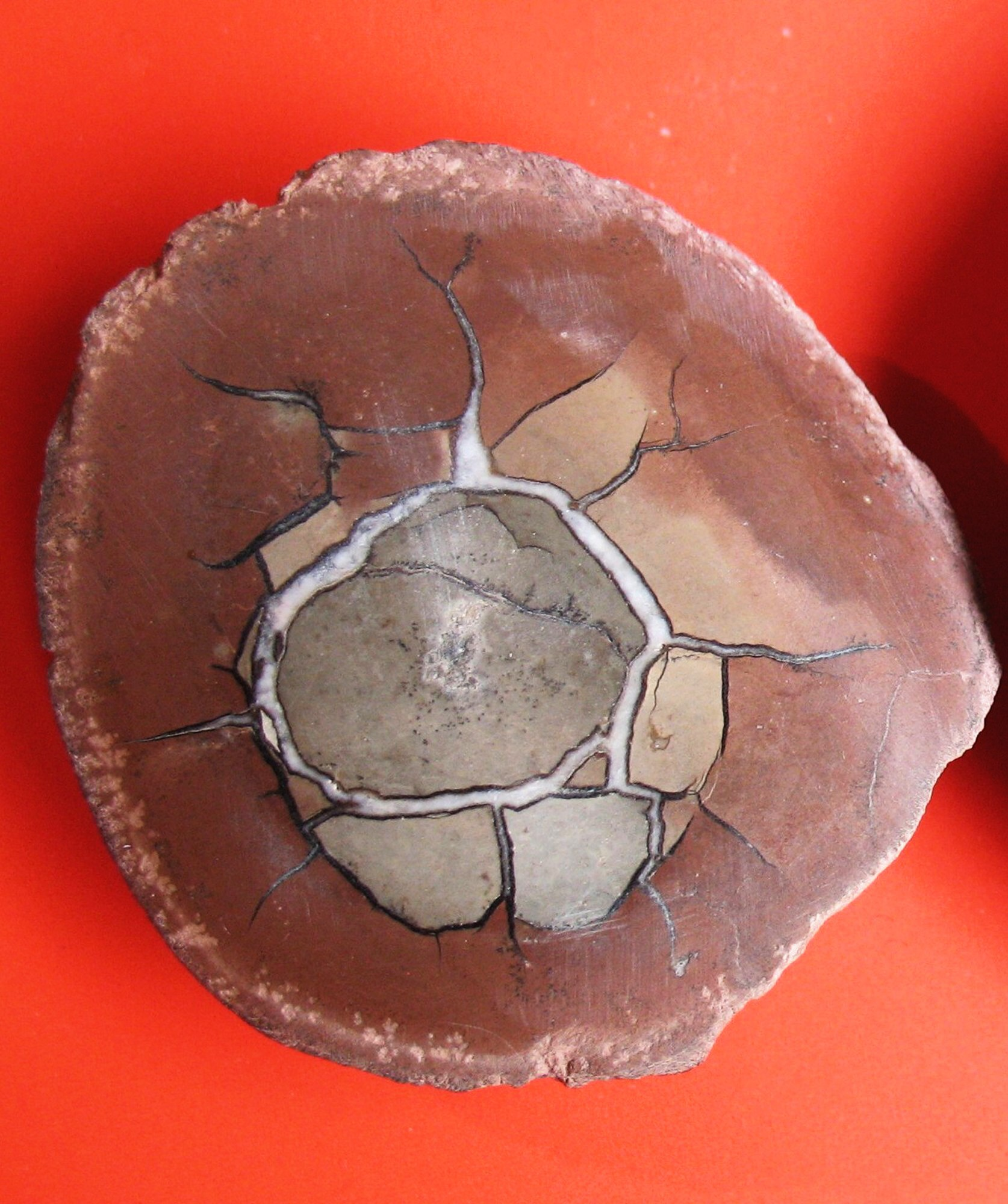
Septárie z Heřmánkovic u Broumova, Královéhradecký kraj, ČR. Velikost 5 cm
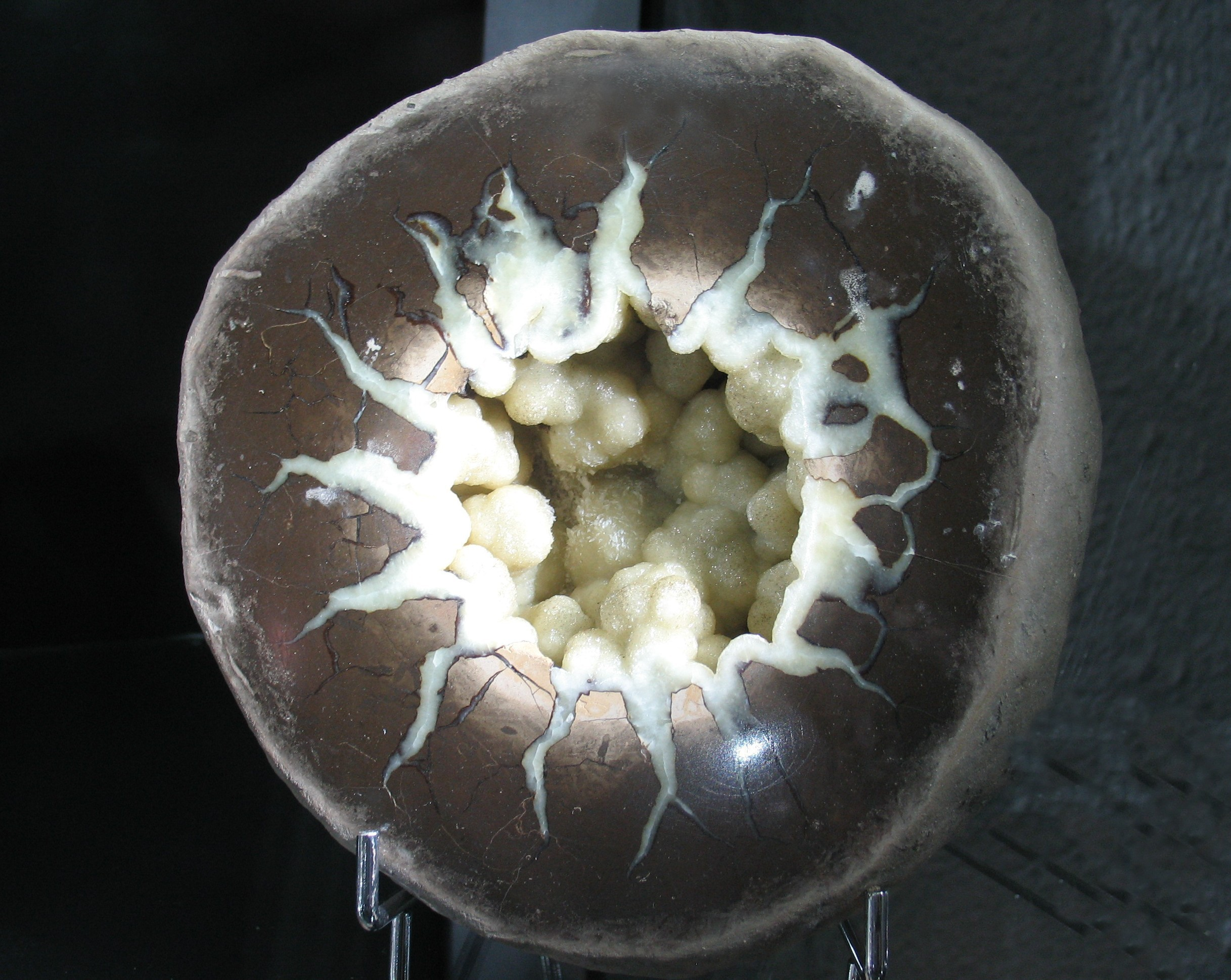
Septárie z Częstochowé na výstavě ve Lwówku Śląském v roce 2014

## Využití
Septárie jsou nejen předmětem odborného či sběratelského zájmu, ale pro svůj atraktivní vzhled bývají leštěny a upravovány do podoby různých dárkových předmětů. Tyto předměty, jako jsou např. těžítka či šperky, jsou někdy nabízeny pod obchodním názvem dračí kámen nebo dračí vejce.